# Contralateraal
Contralateraal is de plaatsaanduiding van een lichaamsonderdeel dat in vergelijking met een gelijkaardig lichaamsonderdeel aan de andere kant ligt ten opzichte van een gezamenlijk referentiepunt zoals de lichaamsmediaan.
Zo ligt de rechterarm contralateraal (aan de andere kant) van de linkerarm.
Het tegenovergestelde is ipsilateraal.
superior · inferior · anterior · posterior 

craniaal · rostraal · caudaal 

proximaal · distaal 

ventraal · dorsaal · lateraal · mediaal
coronaal · sagittaal · mediaan · transversaal 

nasaal · temporaal · occipitaal 

contralateraal · ipsilateraal · bilateraal · unilateraal 

afferent · efferent